# Cleoserrata
Cleoserrata  es un género de plantas con flores  pertenecientes a la familia Cleomaceae. Se distribuye desde México y las Antillas, hasta Bolivia y el norte de Argentina. Comprende 3 especies descritas y  de estas, solo 2 aceptadas.

## Taxonomía
Hierbas 0.5 a 1.5 m de altura, anuales, poco ramificadas, glabras o glabrescentes glandulares, inermes. Hojas palmaticompuestas, pecíolos 1.5 a 15 cm de largo, estípulas diminutas y hialinas cuando presentes; folíolos 3 a 9, rara vez 1, elípticos, ovados, lanceolados u oblanceolados, márgenes crenulados, denticulados o denticulado-ciliados. Inflorescencias racemosas, distalmente corimbosas, 3 a 30 cm de largo, bracteadas o ebracteadas, las brácteas algunas veces caducas. Flores ligera o notoriamente zigomórficas, sépalos persistentes o caducos; pétalos angostándose hacia la base, 7 a 35 mm de largo; estambres 6, 0.5 a 7 cm de largo, sin apófisis. Frutos elipsoidales, fusiformes o cilíndricos, 3 a 15 cm de largo, estipitados, androginóforo 1 a 18 mm de largo, ginóforo 1 a 85 mm de largo; estilo reducido en fruto, 0 a 1 mm de largo. Semillas numerosas, verdes, pardas o negras, 1 a 4 mm de diámetro, arilo ausente, hendidura seminal completamente cubierta.
Cleoserrata Iltis se segregó de Cleome L. por poseer un número cromosómico distinto (n=12).
El género fue descrito por Hugh Hellmut Iltis  y publicado en Novon 17(4): 447–448. 2007. La especie tipo es: Cleoserrata serrata (Jacq.) Iltis.

## Especies aceptadas
A continuación se brinda un listado de las especies del género Cleoserrata aceptadas hasta octubre de 2013, ordenadas alfabéticamente. Para cada una se indica el nombre binomial seguido del autor, abreviado según las convenciones y usos.
- Cleoserrata serrata (Jacq.) Iltis
- Cleoserrata speciosa (Raf.) Iltis